# بونال (فيرمونت)
بونال (بالإنجليزية: Pownal, Vermont)‏ هي بلدة تقع بولاية فيرمونت في الولايات المتحدة. تبلغ مساحتها 121 (كم²)، وترتفع عن سطح البحر 426 م، بلغ عدد سكانها 3560 نسمة في عام 2000 حسب إحصاء مكتب تعداد الولايات المتحدة وتصل الكثافة السكانية فيها 29.5 نسمة/كم2.

## أعلام
- هربرت ويليام هينريتش
- إبراهام بي. غاردنر
- صموئيل إس. ألسويرث

## وصلات خارجية
- The US50 - Cities and Towns in Vermont State
- Vermont Cities and Towns, Facts, Map, Flag, Colleges, Government, and More